# Алюминиевая ёлка
Алюми́ниевая рожде́ственская ёлка — тип искусственной рождественской ёлки, которая была популярна в Соединённых Штатах с 1958 года до середины 1960-х годов. Как следует из названия, дерево изготовлено из алюминия, имеет иголки из фольги и подсветку снизу с помощью вращающегося цветового колеса.
Алюминиевая рождественская ёлка использовалась как символ коммерциализации Рождества в телевизионном выпуске 1965 года «Рождество Чарли Брауна», который раскритиковал её пригодность в качестве праздничного украшения. К середине 2000-х годов алюминиевые деревья продаются на вторичном рынке, зачастую со значительной наценкой. Деревья также появились в музейных коллекциях.

## История

### Производство
Считается, что алюминиевые ёлки были первыми искусственными рождественскими ёлками не зелёного цвета. Точнее можно сформулировать, что алюминиевые рождественские ёлки были первыми незелёными рождественскими ёлками, коммерчески успешными в большом масштабе. Задолго до того, как алюминиевые рождественские ёлки стали коммерчески доступными, по крайней мере, к концу XIX века, белые «рождественские ёлки» делали в домашних условиях, оборачивая полоски хлопкового ватина вокруг безлистных ветвей, создавая то, что казалось заснеженными деревьями, которые оставались белыми и внутри дома. Эти не зелёные деревья идеально подходили для украшения и не сбрасывали иголки. После Рождества хлопок разворачивали и хранили вместе с украшениями до следующего года, а ветки сжигали или иным образом выбрасывали. Флокированные деревья, настоящие или искусственные, стали модными среди богатых людей в 1930-х годах и с тех пор стали коммерчески доступными. В выпуске Popular Science за 1937 год предлагалось для покрытия рождественских ёлок распылять алюминиевую краску с помощью пистолета-распылителя от насекомых, в результате чего ёлка выглядела так, как будто она «сделана из расплавленного серебра».
Алюминиевые рождественские ёлки были впервые коммерчески произведены примерно в 1955 году, оставались популярными до 1960-х годов и производились до 1970-х годов. Деревья были впервые изготовлены компанией Modern Coatings, Inc. из Чикаго. В период с 1959 по 1969 год большая часть алюминиевых рождественских ёлок производилась в Манитовоке, штат Висконсин, компанией Aluminium Specialty Company; в то десятилетие компания произвела более одного миллиона алюминиевых деревьев. Пока было активно производство в Манитовоке, деревья, в том числе флагманский продукт компании Evergleam, продавались в розницу по 25 долларов, а оптом — по 11,25 доллара.

### Популярность
В 1960-х годах алюминиевая рождественская ёлка пользовалась наибольшей популярностью. После середины 1960-х украшение начало терять популярность, многие из ёлок были выброшены или отправлены в подвалы и чердаки. Выход в эфир «Рождества Чарли Брауна» в 1965 году считается окончанием эры алюминиевых деревьев, и к 1967 году они совсем вышли из моды.
В разгар популярности алюминиевых деревьев они продавались в каталоге Sears.

### Возрождение
К 1989 году нередко можно было найти алюминиевые рождественские ёлки в продаже на гаражных распродажах или просто на распродажах всего за 25 центов. К 2020 годам алюминиевая новогодняя ёлка снова стала популярной. Деревья покупают и продают, в частности, на онлайн-аукционах. Редкая розовая алюминиевая рождественская ёлка высотой 7 футов (чуть более двух метров) в 2005 году была продана в Интернете за 3600 долларов.

## Дизайн
Алюминиевые ёлки состояли из алюминиевых ветвей, прикреплённых к деревянному или алюминиевому центральному столбу. В центральном столбе были просверлены отверстия под углом, поэтому, когда туда были прикреплены ветви из алюминиевой фольги, они образовывали форму дерева. Ветки из фольги также имели плетёные алюминиевые «иглы». На сборку каждого дерева уходило около 15 минут.
Первые алюминиевые ёлки нельзя было подсвечивать традиционным для натуральных ёлок или других искусственных деревьев способом. Соображения пожарной безопасности не позволяли протянуть гирлянды через ветви дерева; протягивание электрических проводов через алюминиевое дерево может привести к короткому замыканию. Обычным методом освещения было напольное «цветовое колесо», которое располагалось под деревом. Цветовое колесо состояло из разноцветных сегментов на прозрачном пластиковом колесе; когда колесо вращалось, свет сиял сквозь прозрачный пластик, отбрасывая множество цветов на металлические ветви дерева. Иногда это зрелище дополнялось вращающейся подставкой под ёлку.
Алюминиевые рождественские ёлки по-разному описывались как футуристические блестящие в стиле космической эры. В статье журнала Money, опубликованной на веб-сайте CNN в 2004 году, дизайн алюминиевых рождественских ёлок назван «умным». В той же статье утверждалось, что как только деревья преодолели свой культурный багаж как символ дурного вкуса, алюминиевые рождественские ёлки на самом деле стали красивым декором. Ощущение «космичности» деревьев сделало их особенно подходящими для домашнего декора того времени.

## Культурное значение
Алюминиевая рождественская ёлка использовалась как символ чрезмерной коммерциализации Рождества в специальном праздничном выпуске «Арахис» 1965 года «Рождество Чарли Брауна». Программа считается классической среди рождественских выпусков, и упоминание в ней алюминиевой ёлки укрепило её легендарный статус, но и высмеяло. В специальном выпуске Люси ван Пельт умоляла Чарли Брауна достать «большое блестящее алюминиевое дерево … возможно, окрашенное в розовый цвет» для рождественского спектакля группы. Чарли Браун посетовал на коммерциализацию Рождества и, будучи окружён множеством огромных алюминиевых деревьев (намного более высоких, чем большинство алюминиевых деревьев той эпохи), по прихоти вместо них купил маленькую тощую натуральную ёлку.
Возродившаяся популярность алюминиевых рождественских ёлок позволила им попасть в музейные коллекции. Одним из примеров является Музей алюминиевой рождественской ёлки (официально известный как Aluminum Tree and Aesthetically Challenged Seasonal Ornament Museum and Research Center). Музей, расположенный в различных местах в Бреварде или Ашвилле, Северная Каролина, Fodor's назвал в 2009 году «походным». Детский музей Индианаполиса хранит в своих коллекциях старинную алюминиевую рождественскую ёлку и цветовой круг. Исторический музей Висконсина как минимум дважды проводил выставку «Tis the Season», на которой была представлена коллекция старинных алюминиевых рождественских ёлок.